# Catius Insuber
Catius Insuber (i. e. 1. század) római filozófus.
Epikureista filozófus volt, Quintilianus dicsérőleg említi. Cicero egy közlése szerint i. e. 45 táján halt meg. Némelyek azt a Catiust, aki Horatius egyik szatírájában a szakácsmesterséget és az életrendet oly ünnepélyesen adja elő, Maecenasnak, esetleg Maecenas valamelyik társának vélik.